# Radkova Lhota
Radkova Lhota (deutsch Lhotta Radkow, 1939–1945 Radek Lhota) ist eine Gemeinde in Tschechien. Sie liegt sechs Kilometer nordwestlich von Bystřice pod Hostýnem und gehört zum Okres Přerov.

## Geographie
Radkova Lhota befindet sich am rechten Ufer des Flüsschens Moštěnka. Im Norden erhebt sich der Kleštěnec (287 m), südöstlich die Kroušovy (317 m), im Süden der Nad Rampliskem (305 m), westlich der Zajíček (305 m) und im Nordwesten die Jezírka (285 m). An der südöstlichen Peripherie liegt jenseits der Moštěnka  an der Einmündung eines kleinen Baches ein Fischteich.
Nachbarorte sind Bezuchov, Oprostovice und Radotín im Norden, Símře, Hadilův Mlýn, Lhotsko und Žákovice im Nordosten, Blazice und Sovadina im Osten, Bažantnice, Bystřice pod Hostýnem und Rychlov im Südosten, Křtomil und Lipová im Süden, Radkovy, Dřevohostice im Südwesten, Nahošovice im Westen sowie Hradčany und Šišma im Nordwesten.

## Geschichte
Die erste schriftliche Erwähnung des Ortes erfolgte im Jahre 1397. Vor 1480 erwarben die Stosch von Kaunitz das Gut und schlugen es ihrer Herrschaft Dřevohostice zu. Zu den zahlreichen Besitzern der Herrschaft gehörte u. a. die Herren von Zierotin. Im Jahre 1635 erwarb Johann von Rottal das Dorf zusammen mit zehn weiteren und schlug es seiner Herrschaft Holešov zu. Fünf Jahre später wurde Lhotta Radkow an die Herrschaft Bystřice angeschlossen. Im Jahre 1763 erlosch das Geschlecht der Grafen von Rottal im Mannesstamme; bei der Aufteilung der Herrschaft Holešov-Bystřice unter den Erben wurde Lhotta Radkow wieder nach Bystřice untertänig. Im Jahre 1788 wurde das Dorf nach Blazice umgepfarrt. 1789 folgten die Grafen della Rovere di Monte l´Abbate als neue Besitzer. 1804 erwarb Johann Nepomuk Graf Wengerský die Herrschaft. Ab 1827 gehörte die Herrschaft Bystřice den Grafen Laudon. Diese ließen in Lhottskahof anstelle des alten Herrenhofes als Sommersitz ein Schloss erbauen, das zugleich auch als Schulhaus für die örtlichen Kinder diente. Umgeben war es von einem kleineren Park mit Teich. Bis zur Mitte des 19. Jahrhunderts blieb Lhotta Radkow immer nach Bystřice untertänig.
Nach der Aufhebung der Patrimonialherrschaften bildete Lhota Radkov / Lhotta Radkow ab 1850 eine Gemeinde in der Bezirkshauptmannschaft Holleschau. Der heutige Ortsname Radkova Lhota ist seit 1910 gebräuchlich. Nach der Aufhebung des Okres Holešov wurde die Gemeinde 1960 dem Okres Přerov zugeordnet. Am 1. Juli 1983 wurde Radkova Lhota nach Dřevohostice eingemeindet. Seit dem 24. November 1990 ist Radkova Lhota wieder eigenständig.
Die Gemeinde Radkova Lhota hat mit 55,8 % landesweit nach Nelepeč-Žernůvka den zweithöchsten Bevölkerungsanteil über 65 Jahre. Mit einer Erwerbstätigkeitsquote von 20,9 % liegt der Ort zusammen mit Anenská Studánka an letzter Stelle in Tschechien.

## Ortsgliederung
Für die Gemeinde Radkova Lhota sind keine Ortsteile ausgewiesen. Zu Radkova Lhota gehört die Einschicht Lhotsko (Lhottskahof), an ihrer Stelle befand sich das erloschene Dorf Měsíčná Lhota.

## Sehenswürdigkeiten
- Gemauerter Glockenturm, am unteren Ende des Dorfangers
- Schloss Lhotsko mit Schlosspark, erbaut zu Beginn des 18. Jahrhunderts  für Gideon Ernst von Laudon, nordöstlich des Dorfes